# Lamineerapparaat

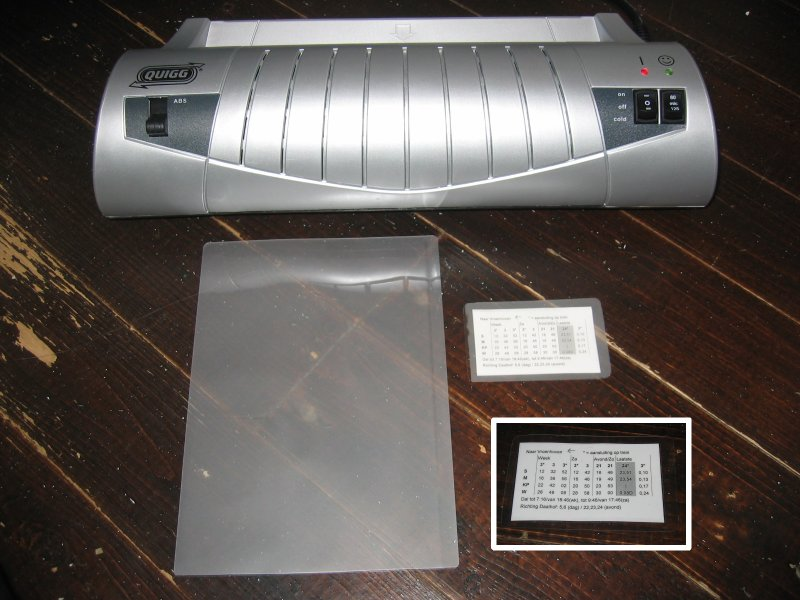
Een lamineerapparaat met daarvoor twee lamineerfolies, en klaar om gelamineerd te worden. Inzet: een gelamineerd kaartje.

Een lamineerapparaat of laminator is een apparaat dat gebruikt wordt om documenten te beschermen tegen vocht, vuil en slijtage. Het document wordt door het lamineren aanzienlijk verstevigd. In het apparaat wordt een document gelegd, omhuld in een plastic sheet. Deze sheet is aan de binnenkant voorzien van een lijm die door hoge temperatuur of druk kleefkracht krijgt.  De laminator perst vervolgens de sheet en het papier op elkaar door transportrollen. 

## Typen lamineerapparaat
Er zijn grofweg 3 typen lamineerapparaat:

### Warmdoorvoerapparaat
Het meestgebruikt is een warmdoorvoerapparaat. Dit maakt gebruik van zogenaamde pouches: twee lagen plastic folie die aan een uiteinde aan elkaar vastgemaakt zijn. Een te lamineren object wordt tussen de twee lagen plastic geplaatst en in de machine geplaatst, die dit langzaam door twee verwarmde rollen door trekt. Hierdoor wordt een warmtegevoelige lijmlaag aan de binnenkant van de pouch geactiveerd die daardoor aan het te lamineren object, of aan de randen, aan de andere kant van het laminaat kleeft.

### Kouddoorvoerapparaat
Een kouddoorvoerapparaat werkt vergelijkbaar met een warmdoorvoerapparaat, maar de pouches hebben een lijmlaag bestaande uit kleine belletjes die onder druk knappen en dan pas kleven. Deze wordt door de druk die de twee rollers uitoefenen geactiveerd. Een kouddoorvoerapparaat is daardoor geschikt voor te lamineren objecten die niet tegen warmte kunnen, zoals thermisch papier (bijvoorbeeld kassabonnen en faxen).
Een kouddoorvoerapparaat is meestal goedkoper dan een warmdoorvoerapparaat, maar de pouches zijn per stuk meestal duurder.

### Rollaminator
Bij een rollaminator zit een grote hoeveelheid laminaat op een rol in de machine. In het apparaat wordt alleen een object ingevoerd waarna het object van precies genoeg laminaat voorzien wordt. Rollaminators zijn grote en dure machines en door hun kosten alleen efficiënt als grotere hoeveelheden gelamineerd moeten worden. Ze worden veel gebruikt voor het lamineren van kaarten, en pasjes, en zijn doorgaans vooral in het (semi-)professionele circuit in gebruik. Rollaminators bestaan zowel in een koude als warme variant, als in varianten waar in de machine het plasticfolie nog van een additionele lijmlaag voorzien wordt.

## Typen laminaat
Zoals hierboven uitgelegd bestaan er zowel warme als koude lamineerfolies, van verschillende dikten. Het meest gebruikt zijn 80 tot 250 MIC of micrometer dikke folie. Dikkere folie is duurzamer maar maakt het object ook zwaarder en stugger. Industriële rollaminators maken vaak gebruik van veel dunnere of juist dikkere folies.